# Volta a Llombardia 1918
La Volta a Llombardia 1918 fou la 14a edició de la Volta a Llombardia. Aquesta cursa ciclista organitzada per La Gazzetta dello Sport es va disputar el 10 de novembre de 1918 amb sortida a Milà i arribada a Sesto San Giovanni després d'un recorregut de 256 km.
La competició fou guanyada per segon cop per l'italià Gaetano Belloni (Bianchi) que s'imposà als seus compatriotes Alfredo Sivocci (Dei) i Carlo Galetti en l'esprint final. Galetti torna al podi de la prova després de dotze anys, ja que va ser segon el 1906.
Per segon any consecutiu participa Alfonsina Strada que es classifica en 21a i penúltima posició a vint-i-tres minuts del guanyador de la prova. Serà la darrera dona en finalitzar la Volta a Llombardia.

## Classificació general
|    | Ciclista            | Equip      | Temps      |
| -- | ------------------- | ---------- | ---------- |
| 1  | Gaetano Belloni     | Bianchi    | 7h 08' 00" |
| 2  | Alfredo Sivocci     | Dei        | m. t.      |
| 3  | Carlo Galetti       | Individual | m. t.      |
| 4  | Alexis Michiels     | Individual | m. t.      |
| 5  | Leopoldo Torricelli | Dei        | m. t.      |
| 6  | Giuseppe Azzini     | Individual | m. t.      |
| 7  | Clemente Canepari   | Stucchi    | m. t.      |
| 8  | Lauro Bordin        | Bianchi    | m. t.      |
| 9  | Romeo Poid          | Individual | m. t.      |
| 10 | Arturo Ferrario     | Individual | m. t.      |